# Shahjahanpur (accantonamento)
L'accantonamento di Shahjahanpur è una suddivisione dell'India, classificata come cantonment board, di 20.503 abitanti, situata nel distretto di Shahjahanpur, nello stato federato dell'Uttar Pradesh.